# Heliophila adpressa
Heliophila adpressa är en korsblommig växtart som beskrevs av Otto Eugen Schulz. Heliophila adpressa ingår i släktet solvänner, och familjen korsblommiga växter. Inga underarter finns listade i Catalogue of Life.